# Джонатан Ігбіновія
Джонатан Ігбіновія (нар. 27 грудня 1980) — колишній нігерійський тенісист.
Найвищу одиночну позицію світового рейтингу — 461 місце досяг 25 квітня 2005, парну — 506 місце — 7 лютого 2005 року.

## Фінали ITF Ф'ючерс

### Одиночний розряд: 3 (1–2)
| Результат | В-П | Дата     | Турнір                 | Покриття | Суперник        | Рахунок  |
| --------- | --- | -------- | ---------------------- | -------- | --------------- | -------- |
| Поразка   | 0–2 | Бер 2003 | Нігерія F2, Бенін-Сіті | Тверде   | Арно Сегодо     | 2–6, 2–6 |
| Поразка   | 0–2 | Жов 2004 | Нігерія F6B, Лагос     | Тверде   | Яспер Сміт      | 5–7, 2–6 |
| Перемога  | 1–2 | Кві 2005 | Нігерія F2, Бенін-Сіті | Тверде   | Вадим Давлетшин | 7–5, 6–4 |

### Парний розряд: 9 (4–5)
| Результат | В-П | Дата     | Турнір                 | Покриття | Партнер              | Суперники                        | Рахунок           |
| --------- | --- | -------- | ---------------------- | -------- | -------------------- | -------------------------------- | ----------------- |
| Поразка   | 0–1 | Бер 2004 | Нігерія F2, Бенін-Сіті | Тверде   | Сундай Маку          | Ксав'є Одуа Арно Сегодо          | 6–7(5), 4–6       |
| Поразка   | 0–2 | Чер 2004 | Канада F4, Lachine     | Тверде   | Ніколас Монро        | Гантлі Монтґомері Раян Сачір     | 0–6, 5–7          |
| Поразка   | 0–3 | Сер 2004 | Нігерія F3A, Лагос     | Тверде   | Анрі Аджей-Дарко     | Романо Франтзен Флоріс Кіліан    | 3–6, 5–7          |
| Перемога  | 1–3 | Сер 2004 | Нігерія F3B, Лагос     | Тверде   | Анрі Аджей-Дарко     | Романо Франтзен Флоріс Кіліан    | 6–7(10), 6–2, 6–4 |
| Поразка   | 1–4 | Жов 2004 | Нігерія F6A, Лагос     | Тверде   | Анрі Аджей-Дарко     | Равен Класен Суніл-Кумар Сіпаева | 4–6, 6–7(4)       |
| Поразка   | 1–5 | Січ 2005 | США F3, Кі-Біскейн     | Тверде   | Анрі Аджей-Дарко     | Микита Кривонос Деніс Живковіч   | 5–7, 5–7          |
| Перемога  | 2–5 | Лют 2006 | Нігерія F1, Бенін-Сіті | Тверде   | Абдул-Мумін Бабалола | Фред Жіл Ніколас Монро           | 6–3, 6–7(4), 6–3  |
| Перемога  | 3–5 | Бер 2006 | Нігерія F2, Бенін-Сіті | Тверде   | Абдул-Мумін Бабалола | Комлаві Логло Валентен Санон     | 6–1, 7–6(4)       |
| Перемога  | 4–5 | Гру 2007 | Нігерія F4, Лагос      | Тверде   | Абдул-Мумін Бабалола | Канді Ідоко Лавал Шеху           | 6–3, 6–4          |